# Med bävande hjärta jag söker dig
Med bävande hjärta jag söker dig är en sång med text från 1950 av Gösta Blomberg. Sången sjungs till samma melodi som Daniel Brink Towner skrev 1905 till sången Den hand som blev naglad.

## Publicerad i
- Frälsningsarméns sångbok 1968 som nr 193 under rubriken "Helgelse".
- Frälsningsarméns sångbok 1990 som nr 431 under rubriken "Helgelse".
- Sångboken 1998 som nr 79.